# Eagle Computers Eagle
Eagle Computers Inc. Eagle (Eagle) је професионални рачунар фирме Eagle Computers Inc. који је почео да се производи у САД током 1980. године.
Користио је Zilog Z80 A микропроцесорску јединицу а RAM меморија рачунара је имала капацитет од 64 kb. 
Као оперативни систем кориштен је CP/M 2.2.

## Детаљни подаци
Детаљнији подаци о рачунару Eagle су дати у табели испод.
|                       |                                                        |
| [ 1 ]                 |                                                        |
| Произвођач            |                                                        |
| Тип                   | професионални рачунар                                  |
| Меморија              | 64                                                     |
| Поријекло             | Сједињене Америчке Државе                              |
| Година                | 1980                                                   |
| Тастатура             | Пуни помак тастера, са одвојеном нумеричком тастатуром |
| Процесор              |                                                        |
| Фреквенција процесора | 4                                                      |
| RAM                   | 64                                                     |
| ROM                   | непознато                                              |
| Текст                 | 80 x 24                                                |
| Графика               | нема                                                   |
| Боја                  | монохроматски зелено                                   |
| Звук                  | мали звучник                                           |
| Димензије             | 1575 x 2230 x 160                                      |
| Портови               |                                                        |
| Оперативни систем     |                                                        |